# 코비 일렉트로닉스 코퍼레이션
코비 전자 코퍼레이션(영어: Coby Electronics Corporation)는 현재는 사라진 미국의 가전 제품 기업이다. 미국, 멕시코, 중국 등에 각각 지사와 공장을 두었던 적이 있고, 삼성전자, NEC, 라디오셱, 화웨이, 대우전자로부터 위탁생산으로 관계를 맺었던 적이 있었다. 그러나 현재는 미국의 고든 브라더스 그룹으로부터 인수되어, 현재는 해당 그룹의 브랜드로 남았다.

## 역사

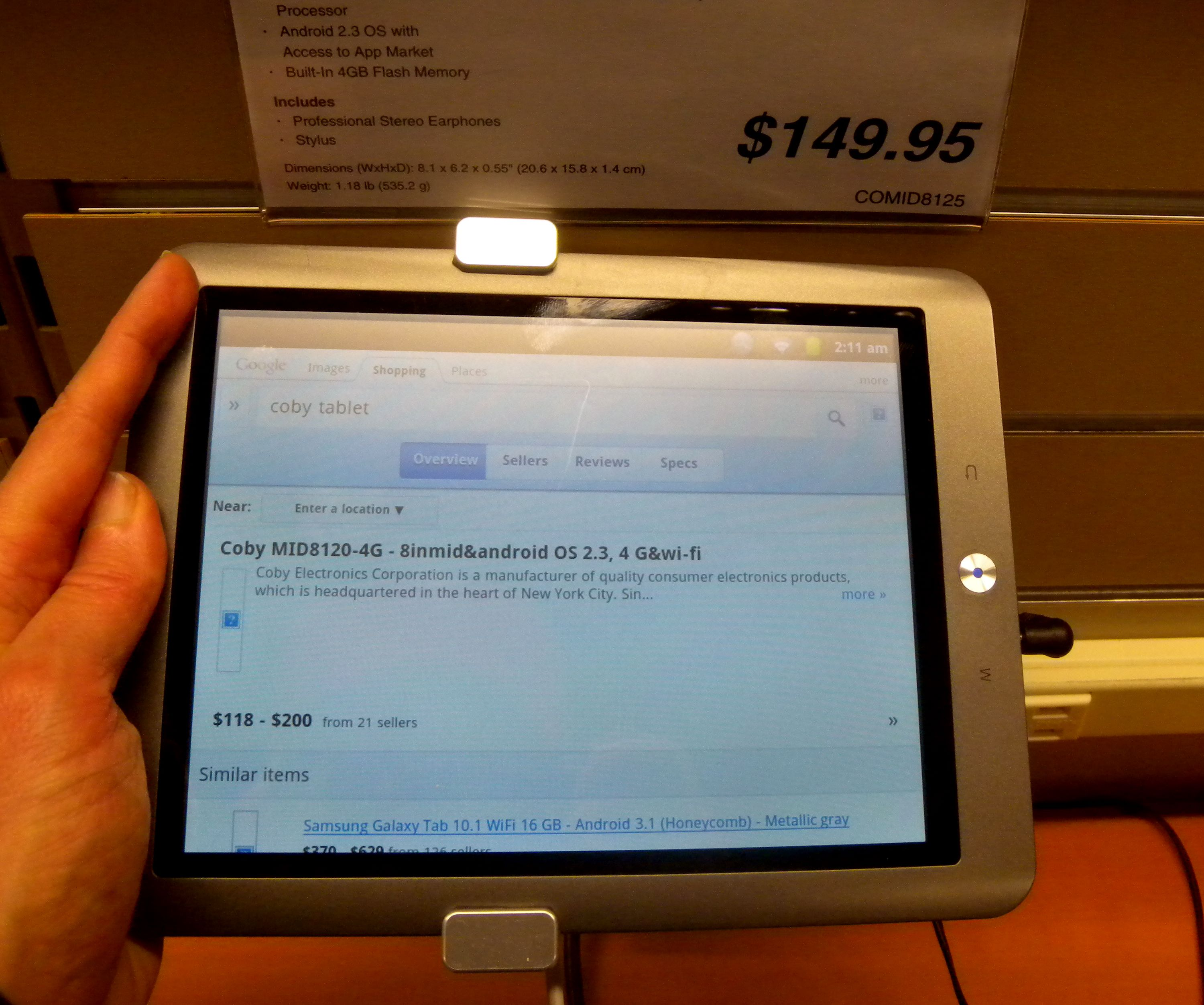
코비 태블릿 컴퓨터

코비는 1990년에 한국계 미국인 이영동이 직접 설립을 하였다. 이름의 유래는 '카우보이(cowboy)'의 영어 이름에서 w와 o을 뻬서 지어졌다. 글씨체는 소니와 유사한 글씨채를 사용하였다. 이후, 필립스의 DVD에 대한 라이센스에 대한 비용을 지불을 하지 않아 소송전이 발생하여 결국 코비가 막대한 합의 비용을 보아야 해서 막대한 손해를 보아 결국, 몰락의 원인이 되었다. 이후, 현재는 미국의 고든 브라더스 그룹에 인수되어 해당 그룹의 브랜드로 남았다.
대한민국에서는 (주)아임커머스에서 수입을 맡아 국내에서도 널리 알려졌다.